# 蕪崎村
蕪崎村（かぶらさきむら）は、愛媛県の東予地方の宇摩郡にあった村。
1954年（昭和29年）3月31日に土居村、長津村、小富士村、蕪崎村、天満村、関川村の6か村が合併（昭和の大合併）、町制施行して宇摩郡土居町となり、自治体としては消滅した。その後、土居町は2004年（平成16年）4月の平成の大合併により、四国中央市の一部となり、現在に至る。現在の四国中央市の西沿岸部。

## 地理
北を燧灘に面した地域。関川の西岸。蕪崎海岸は遠浅で、潮干狩りも行われる。東と南を関川を境に小富士村に、西は天満村に接している。
村名の由来
不詳

## 社会

### 地域・社会
大字はなし。昭和の大合併にて土居町になってから大字蕪崎となった。
地名表記　宇摩郡土居町大字蕪崎
平成の合併により四国中央市になってからは、現地名を継承し、その前に「土居町」を付し（宇摩郡を四国中央市に置き換えたとのと同じ）、大字は省く。
地名表記　四国中央市土居町蕪崎

## 歴史

### 略史
江戸時代
- はじめ 松山藩領
- 寛永13年 西条藩領
- 寛文5年 幕府領
- 寛文7年 一柳氏領
- 宝永元年 西条藩領

明治以降
- 1893年（明治26年） 新居浜市の工場からの硫煙による公害発生。
- 1900年（明治33年） 蕪崎漁港から尾道港・福山港方面への航路開設。
- 1903年（明治36年） 蕪崎漁業協同組合設立。
- 1948年（昭和23年） 農業協同組合設立。
- 太平洋戦争後の経済発展に伴い、新居浜市や伊予三島市への工場勤務者が増えていった。

### 村の沿革
蕪崎自体は明治の町村制以前からの村の名。町村制が施行された際に西隣の村である天満ともに「満崎村」（まざきむら）となった。しかしながら満﨑村は長くは続かず1894年（明治27年）に元の天満村と蕪崎村とに分立。のち昭和の大合併の際に蕪崎村や天満村を含む6村が合併、町制施行して「土居町」となった。
- 1889年（明治22年）12月15日 - 町村制施行に伴い、天満、蕪崎が合併して宇摩郡満崎村が成立。大字天満に役場をおく。
- 1894年（明治27年） - 満崎村が天満村と蕪崎村とに分割。
- 1954年（昭和29年）3月31日 -土居村、長津村、小富士村、天満村、蕪崎村、関川村の6か村が合併、町制施行し土居町となり、蕪崎村は自治体としては消滅した。

```
蕪崎村の系譜
（町村制実施以前の村）　（明治期）　　　　　　（昭和の合併）　　　（平成の合併）
　　　　　　　　　　　　町村制施行時
　　　　　　　　　　　　　　　
　　　　　　　　　　　　　　　　　　　　　　　　　　　
天満　━━━━━┓　　　あ┏━天満村━━━━┓　
　　　　　　　　┣満崎村━┫　　　　　　　　┃
蕪崎　━━━━━┛　　　　┗━蕪崎村━━━━┫　
　　　　　　　　小富士村━━━━━━━━━━┫
　　　　　　　　津根村━┓　　　　　い　　　┃　　　　　　　
　　　　　　　　　　　　┣━━━━━長津村━┫昭和29年3月31日
　　　　　　　　野田村━┛　　　　　　　　　┃　新設合併・町制施行　　　　　　　　　　　　　
　　　　　　　　関川村━━━━━━━━━━━╋━土居町━━━━━┓
　　　　　　　　土居村━━━━━━━━━━━┛　　　　　　　　　┃平成16年4月1日
　　　　　　　　　　　　　　　　　　　　　　　　　　　　　　　　　　┃　新設合併
　　　　　　　　　　　　　　　　　　　　　　　　　　　　　　　　　　┣━四国中央市
　　　　　　　　　　　　　　　　　　　　　　　　　　　川之江市　━━┫
　　　　　　　　　　　　　　　　　　　　　　　　　　　伊予三島市━━┫
　　　　　　　　　　　　　　　　　　　　　　　　　　　新宮村　━━━┛

あ　明治27年7月1日　満崎村が天満村と蕪崎村とに分割
い　昭和15年2月11日　津根村と野田村とが合併し長津村となる
（注記）蕪崎村以外の合併以前の系譜はそれぞれの市町村の記事を参照のこと。

```

## 産業
農業
米作、芋類、根菜類などを産した。河川はあるものの、水利に恵まれず干ばつの被害も受けてきた。一方、過去幾度か水害の被害も受けてきた。
漁業
沿岸漁業が営まれていた。